# FIFA Street (serijal)
FIFA Street serijal je FIFA-inih nogometnih videoigara. Radi se o igrama drukčijim od ostalih u FIFA serijalu. Bazira se na uličnom nogometu, slobodnim stilom igranja. Electronic Arts je već proizveo nekoliko sličnih videoigara (NFL Street, NBA Street). Igre se proizvode od 2005. godine, kad je izašla prva igra, FIFA Street. Igre su proizvedene i izdane od Electronic Artsa; točnije, za sve 3 igre, proizvođač je EA Canada, a izdavač je EA Sports BIG.

## Sve igre u FIFA Street serijalu
| Ime           | Godina |
| ------------- | ------ |
| FIFA Street   | 2005.  |
| FIFA Street 2 | 2006.  |
| FIFA Street 3 | 2008.  |

### FIFA Street
FIFA Street igra je izašla 2005. godine, i bila je prva u serijalu. Izašla je za Nintendo GameCube, PlayStation 2 i Xbox. 

### FIFA Street 2
FIFA Street 2 igra je izašla 2006. godine, bila je druga u serijalu. Izašla je za Nintendo GameCube, Nintendo DS, PlayStation 2, PSP i Xbox.

### FIFA Street 3
FIFA Street 3 igra je izašla 2008. godine, bila je treća u serijalu. Izašla je za PlayStation 3, Xbox 360, Nintendo DS.